# Pertosa
Pertosa község (comune) Olaszország Campania régiójában, Salerno megyében.

## Fekvése
A megye keleti részén fekszik. Határai: Auletta, Caggiano és Polla.

## Története
A település alapítására vonatkozóan nincsenek pontos adatok. Valószínűleg a 9-10. században alapították bencés szerzetesek. A következő századokban nemesi birtok volt. A 19. században nyerte el önállóságát, amikor a Nápolyi Királyságban felszámolták a feudalizmust.

## Népessége
A népesség számának alakulása:

## Főbb látnivalói

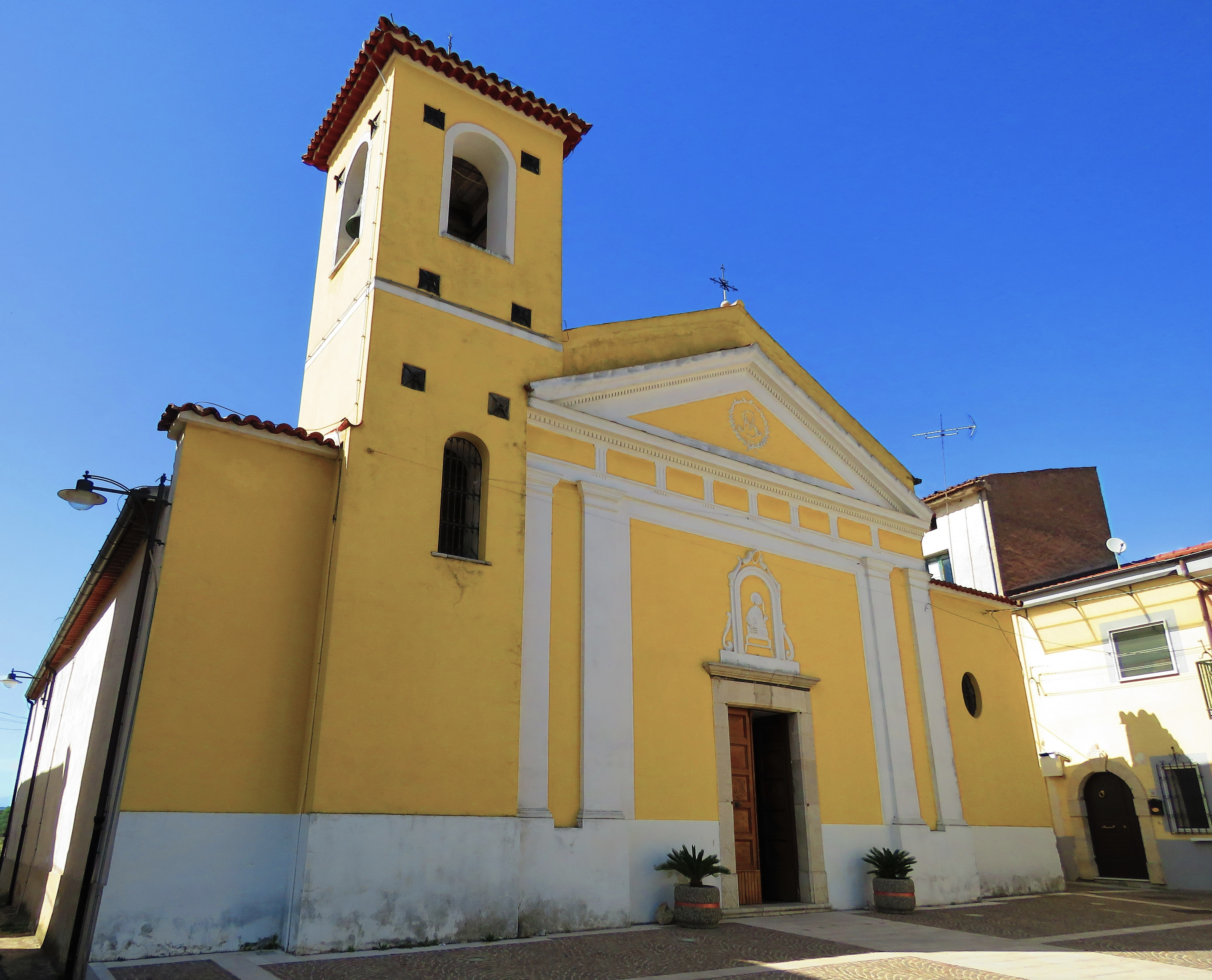
Santa Maria delle Grazie

- Santa Maria delle Grazie-templom

## Közlekedés
1936-tól a településnek vasútállomása van.